# (8546) Kenmotsu
(8546) Kenmotsu est un astéroïde de la ceinture principale.

## Description
(8546) Kenmotsu est un astéroïde de la ceinture principale. Il fut découvert le 13 janvier 1994 à Kitami par Kin Endate et Kazuro Watanabe. Il présente une orbite caractérisée par un demi-grand axe de 2,40 UA, une excentricité de 0,05 et une inclinaison de 4,4° par rapport à l'écliptique.

## Compléments